# NGC 5710
NGC 5710 је елиптична галаксија у сазвежђу Волар која се налази на NGC листи објеката дубоког неба.
Деклинација објекта је + 20° 2' 37" а ректасцензија 14h 39m 16,2s. Привидна величина (магнитуда) објекта NGC 5710 износи 13,0 а фотографска магнитуда 14,0. NGC 5710 је још познат и под ознакама UGC 9440, MCG 3-37-32, CGCG 104-60, PGC 52369.